# بنجامين دريك
بنجامين دريك (بالإنجليزية: Benjamin Drake)‏ هو محرر ومؤرخ أمريكي، ولد في 1795، وتوفي في 1 أبريل 1841.